# The Sims 4: Život ve městě
The Sims 4: Život ve městě (angl. The Sims 4: City Living) je třetí datadisk do simulátoru The Sims 4. Byl vydán 3. listopadu 2016.
Toto rozšíření obsahuje rušné město San Myshuno, které simíkům přináší nové herní možnosti - od možnosti sdílet životní radosti a strasti v bytech se zajímavými sousedy, až po návštěvu 5 různých festivalů a ochutnávky rozmanitých pouličních jídel.

## Hratelnost
Simíci se nově mohou nastěhovat do bytů - na výběr jsou byty ze čtyř městských čtvrtí: Centrum (v této části města žijí ti nejbohatší a nejvlivnější simíci), Módní čtvrť (zde budou simíci vždy v obraze ohledně aktuálních módních trendů a mohou si zazpívat karaoke do karaoke baru), Umělecká čtvrť (v této čtvrti potkají i načerpají inspiraci od místních umělců) a jako poslední Čtvrť trhovců s kořením (zde ochutnají jídla všech možných tvarů, barev a chutí).
Rozšíření nabízí též 3 nové kariéry - kritik (umění či jídla), politik a sociální média.

## Festivaly
Simíci mohou navštívit 5 festivalů, každý se děje jiný den v týdnu a nabízí aktivity poplatné tématu.
Festivaly: Festival humoru a neplechy, Geekcon, Festival koření, Festival lásky i Bleší trh

### Festival humoru a neplechy
Pořádaný každé pondělí v Umělecké čtvrti, simíci si mohou vybrat z týmu neplechy a humoru a soutěžit s ostatními o ceny.

### Geekcon
Festival se koná každé úterý v Módní čtvrti, Simíci si vyzkouší stavbu rakety, programování a hru videoher (v těchto lze i soutěžit).

### Festival koření
Festival pro milovníky jídla se pořádá každý pátek ve Čtvrti trhovců s kořením. Simíci ochutnají jídla z nejrůznějších koutů světa, učí se nové recepty a mohou soutěžit v pojídání pálivého kari.

### Festival lásky
Tento poklidný festival plný lásky se pořádá každou sobotu v Módní čtvrti, simíci zde poznávají novou lásku, ptají se vztahového guru na budoucnost aktuálních/budoucích vztahů a zamilované páry se zde mohou vzít.

### Bleší trh
Festival plný uměleckých děl, podezřele levného nábytku a dekorací se koná každou neděli ve Čtvrti trhovců s kořením, simíci zde smlouvají o cenách nejrůznějšího zboží a mohou také ostatním simíkům prodávat své.

## Smrt
Nešťastníky čeká nová smrt - stačí, aby snědli Nigiri ze čtverzubce o nízké kvalitě.
Duchové takto zemřelých simíků v sobě ukrývají plovoucího čtverzubce (smrt se týká dětí a starších simíků).